# Іванишев Микола Дмитрович
Микола Дмитрович Іванишев (5 (17) листопада 1811 , Київ  — 14 (26) жовтня 1874 , Київ ) — український правознавець, доктор російського законознавства з 1840 року, заслужений ординарний професор, почесний член Київського університету.

## Життєпис
Народився у Києві, був четвертою дитиною в родині священика Дмитра Олександровича, котрий служив у Київському Успенському соборі, a згодом — законовчителем в 1-й Київській губернській гімназії. Предки Іванішева походили з обрусілого козацького роду Іванишів які згодом змінили прізвище з українського Іванишів на російське Іванишев. У 9 років помер батько Іванишева.
Навчався в Київському духовному училищі (1820). У 1829 р. закінчив Київську духовну семінарію, а у 1836 р. — філософсько-юридичне відділення Головного педагогічного інституту в м. Петербурзі. У 1836—1838 рр. продовжив юридичну освіту в Берліні та Празі під керівництвом Ф. К. фон Савіньї, де вивчав слов'янські старожитності, слухав лекції Ф. Палацького, П. П. Шафарика, Й. Юнґмана, В. Ганки та інших. Займався палеографією, вивчав давньоруське право.
Наприкінці 1838 р., після повернення із закордону, призначений ад'юнктом юридичного факультету в Київському університеті. З 1839 р. очолював у ньому кафедру законів державного благоустрою і благочиння.
Від січня 1839 р. був інспектором Київського навчального округу.
У 1840 р. захистив докторську дисертацію за темою «Про плату за вбивство у давньоруському та інших слов'янських законодавствах у порівнянні з германською вірою». З 1840 р. — екстраординарний професор, а з 1842 р. — ординарний професор кафедри законів державного благоустрою.
У 1841—1850 рр. викладав у Київському інституті шляхетних дівчат.
У 1848—1862 рр. — декан юридичного факультету, в 1862—1865 рр. — ректор згаданого університету. Водночас (1843—1865) працював у Київській археографічній комісії (Тимчасовій комісії для розгляду давніх актів) — спершу діловодом і редактором юридичних пам'яток, а з 1859 р. — головним редактором (до 1863 р.) і віце-головою комісії.
У 1865 р. виїхав до м. Варшави для роботи в комісії з підготовки судової реформи у Царстві польському, а 1866 р. був призначений головою цієї комісії. Взимку 1867 р. подав у відставку і зайнявся науковою діяльністю. У ці роки (1865—1867) працював також у Любліні, Берліні, Парижі з метою вивчення судової практики. Тоді ж був членом юридичної комісії у Варшаві й наполягав на введенні в Польщі судових статутів Російської імперії.
Був членом
- Російського географічного товариства,
- Віленської археографічної комісії[3].

Помер і похований у місті Києві.

## Політичні та громадські погляди
Іванишев був переконаним слов'янофілом та висловлювався на захист кріпосництва та феодально необмеженої російської монархії. У своїх лекціях про благоустрій (поліцейське право) Іванишев обстоював всебічне збереження і зміцнення феодалізму та самодержавного ладу в Росії.

## Праці
Наукові праці присвячені історії правових інституцій, зокрема історії слов'янських законодавств, в тому числі українського права:
- (рос.)«Давнє право чехів» («Древнее право чехов», «Журнал Министерства Народного Просвещения», т. XXX, 1838);
- (рос.)«Про ідею особистості у давньому праві богемському і скандинавському» («Об идее личности в древнем праве богемском и скандинавском» ib., ч. XXXVI, 1841);
- (рос.)«Життя князя Курбського в Литві і на Волині» (1849);
- (рос.)«Про давні сільські громади в Південно-Західній Росії» («О древних сельских общинах в юго-западной Руси [Архівовано 4 березня 2016 у Wayback Machine.]», «Русская Беседа», 1857);
- (рос.)«Відомості про початок унії, здобуті з актів Київського Центрального Архіву» («Сведения об унии», «Русская Беседа», 1858);
- (рос.)«Зміст постанов дворянських провінційних сеймів у Південно-Західній Росії» (1859);
- (рос.)«Постановления дворянских провинциальных сеймов в юго-западной России» (Киев, 1860);
- (рос.)«Копні суди в Україні»;
- (рос.)«Матеріали для історії Малоросії».
- Иванишев Н. О древних сельских общинах в Югозападной России Н. Иванишева. — Киев : Изд. Киев. археогр. комис. : В тип. Федорова и Мин, 1863. — IV, 72 с. [Архівовано 28 вересня 2020 у Wayback Machine.]

Згодом усі ці праці увійшли у посмертне видання творів («рос. Сочинения Н. Д. Иванишева», К., 1876), надруковані коштом Київського університету.